# 史蒂芬·布雷耶
史蒂芬·傑拉爾德·布雷耶（英語：Stephen Gerald Breyer，/ˈbraɪər/，1938年8月15日—）是一位美国律师、法学家和法律学者，前美國最高法院大法官。他曾是最高法院的自由派大法官之一，于1994年5月17日由比爾·克林頓总统提名，自1994年8月3日起任职；2022年6月30日，布雷耶退休卸任大法官，由乔·拜登提名的凯坦吉·布朗·杰克森接替。
自2011年以来他一直担任建筑界最高奖项的普利兹克建筑奖评审委员会成员；2018年，他被任命为普利兹克建筑奖评委会主席，接替前任主席格伦·默科特。他亦曾擔任哈佛法学院教授。

## 司法事业

### 美国联邦上诉法院 （1980年-1994年）
1980年11月13日，总统吉米·卡特在卸任之前提名布雷耶进入第一巡回法院。1980年12月9日，美国参议院以80-10票通过了该项提名。
1994年8月2日，布雷耶被提升为最高法院大法官后，他在第一巡回法院的服务就此告终。

### 美国最高法院（1994年-2022年）
1993年，比爾·克林頓总统考虑让他接替拜倫·懷特空出的大法官位置，但这个位置最终由露絲·貝德·金斯堡获得。然而不久后大法官哈利·布雷克蒙于1994年退休，因此克林顿于1994年5月17日提名布雷耶为最高法院大法官。1994年7月29日，布雷耶以87票支持、9票反对被参议院投票通过任命，8月3日宣誓就职。自2020年9月金斯伯格去世后，布雷耶成为最高法院最年长的大法官。2022年1月，布雷耶決定退休。
2022年4月7日，美國參議院以53票支持、47票反對通過對凯坦吉·布朗·杰克森的大法官提名。6月30日，布雷耶結束任期，由杰克森接任大法官。